# 神经元无人作战飞机

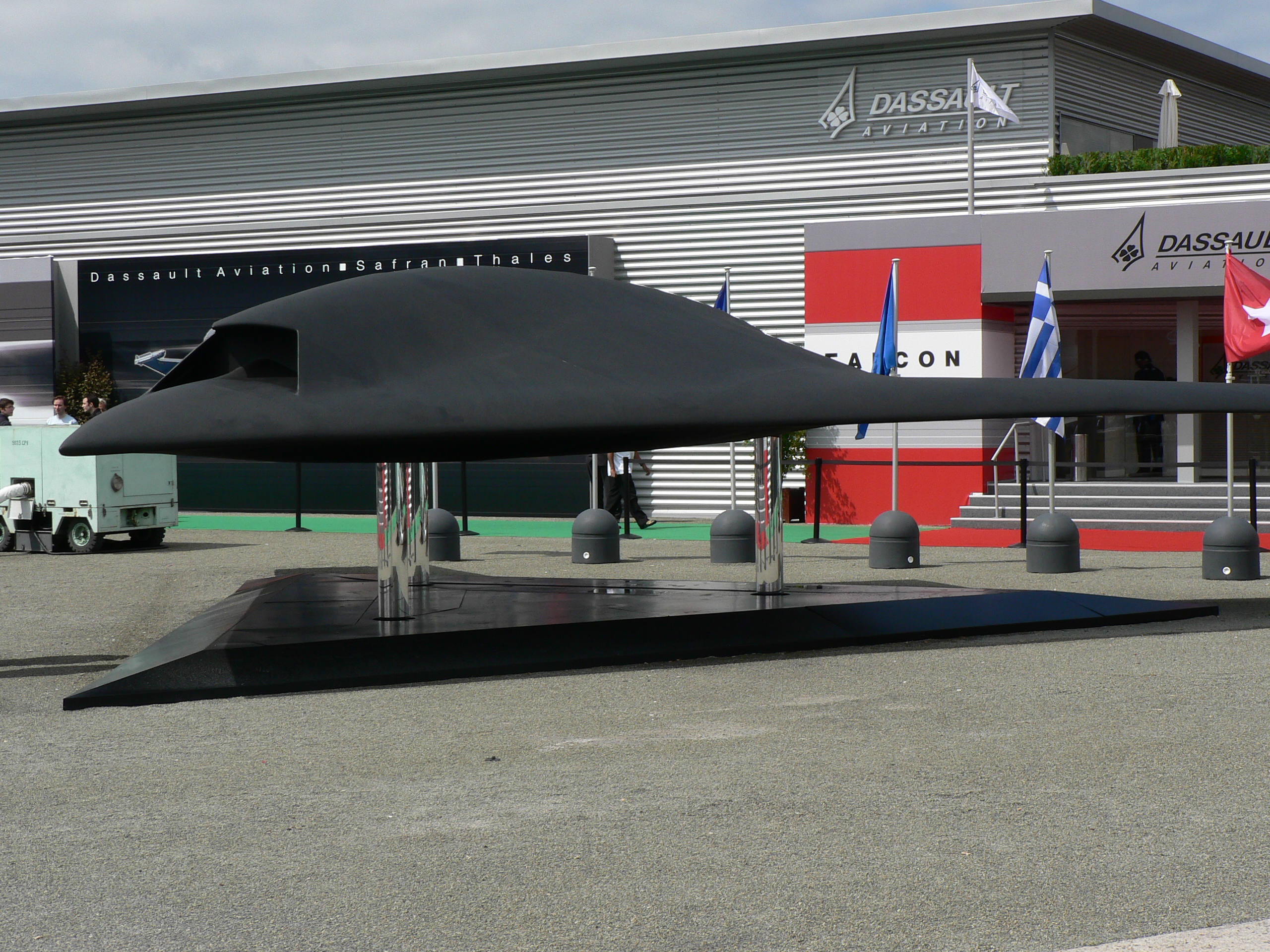
2007年概念驗證機

達梭神經元（Dassault nEUROn），是法國達梭公司的實驗性無人戰鬥空中載具(UCAV)。使用三角翼匿蹤外型，也是達梭三階段式無人機計畫最後階段，直到2005六月巴黎航空展，裝上全比例發動機的AVE-C Moyen Duc (2001) 「戰術無人載具」對外發表外界才知道它類似諾斯洛普·格拉曼公司的B-2轟炸機縮小版。達梭並表示原本計畫中是單發動機，後來才擴大成雙發機，達梭nEUROn的研發原始計畫來自達梭“AVE Grand Duc”專案，後來變成多國計畫，包含瑞典Saab公司、希臘EAB公司、瑞士RUAG航太、西班牙EADS CASA和義大利Alenia公司。
由於是技術驗證機，只計畫少數生產以驗證操作概念真正的未來匿蹤無人機將在2020年或2025年問世，然而達梭還是寄望透過蒐集來的資料先生產延伸型UCAV。目前法國產的達梭nEUROn使用的勞斯萊斯Adour發動機（和美洲豹攻擊機同級）將在生產中更換成更有力的特製發動機，是斯奈克玛生產的M88（和飆風戰機發動機同型）。基於法軍的DGA評估作業流程，nEUROn首飛將在2012年的法國、瑞典、義大利舉行。

## 專案目標
計畫有三大目標:
1. 飆風戰機、颱風戰機和JAS 39計畫都已經大致結束，2030年前歐洲不會再有新戰機計畫，故需要藉本專案維持歐洲各國航太研發能量。
2. 研發和驗證2015年後下一代戰機研發案的所需技術。
3. 驗證歐洲工業整合能力，以確保共同研發下一代戰機。

## 發展平台
雖然類似一般UCAV, 達梭nEUROn嘗試更大型化並加入先進技術，遠勝過已知的UAV像是MQ-1掠食者，因為航程和籌載都已經接近有人戰機. 雖然專案計畫中沒有明說，但是相關廠商的插圖和聲明稿都透露達梭nEUROn預想競爭對手是美國「聯合UCAS專案」的波音X-45C或諾斯洛普X-47B。
確實Saab 2006/2/9聲明稿指出達梭nEUROn大小是10公尺長、12公尺寬、重量5噸，已經接近幻象2000大小。還有使用精密導引炸彈的全自動空對地攻擊力，機身有匿蹤能力。另外竟是編隊能力可以由一架先進戰機例如飆風戰機 或JAS 39遙控整隊無人機，控制介面類似電腦的即時戰略遊戲。

## 發展沿革
1999年，達梭開始LOGIDUC匿蹤UCAV專案，建成了Dassault AVE-D Petit Duc無人機於2000七月首飛，它也是歐洲第一架匿蹤UAV, 後來建了Dassault AVE-C Moyen Duc（2001）。達梭更改第三階段為“Grand Duc”計畫建造一種全比例進化版Moyen Duc從此也被稱為nEUROn，因為法國引進了更多歐洲廠商分攤研發成本。英國因為已經加入美國的無人戰機計畫所以不加入，德國因為財政理由也不加入。
2003年巴黎航空展期間，法國國防部長Michèle Alliot-Marie簽訂主契約於法方三家廠商：EADS，達梭航太和Thales。同意開始第三階段LOGIDUC'“實現新型無人機用於未來戰術和偵查”也就是上述“Grand Duc”計畫。隨後EADS 展開HALE (高空，長程) UAV專案。同時，法國防禦合約辦公室DGA，代表國家加入專案，委託第一架nEUROn UCAV 驗證機主合約給達梭和它的歐洲合作廠商。子契約則和法國企業Thales與EADS及其它他國廠商簽署，例如Saab（瑞典），EAB（希臘），Alenia（義大利），RUAG Aerospace（瑞士）與and EADS CASA（西班牙）。 
專案總執行長Thierry Prunier來自達梭公司，副執行長是Mats Ohlson來自Saab和Ermanno Bertolina來自Alenia。這是法國DGA和主合約商達梭之間的單向連結負責架構，等於達梭代表法國官方；和其他合作國家的代表平起平坐。達梭是主合約商，其他歐洲各國廠商都算是分包商。
2006二月初西班牙加入專案後 (比利時也預計加入)，工作分配如下: 
- 達梭航太: (2003六月的計畫創始者)

主建造廠達梭主張50%研發成果來自之前他們的獨立專案LOGIDUC。所以nEUROn (2010) 是達梭建造的第三架隱形UAV，前兩架是AVE-D Petit Duc（2000）和AVE-C Moyen Duc（2004）。等於nEUROn 取代LOGIDUC的第三階段AVE Grand Duc計畫。所以折算達梭負擔50%經費
飛行架構&設計
飛控系統研發
最終組裝
全球測試(靜態 & 動態)
- Thales：（2005/6/14加入）

航空資料鏈(STANAG 7085 相容)
遙控介面
- EADS：（2003六月加入）

目前未知
- Saab：（2005/12/22加入）

Saab負責25%研發經費和協調其他瑞典更小的包商。
總成設計
裝備機身
航電
燃料系統
飛行測試參與
- 阿萊尼亞：（2005年中加入）

武器火控系統
空中資料分析
電子系統
飛行測試參與
阿萊尼亞分攤22% 研發經費。
- EADS CASA：（2006/2/7加入）

機翼
地面控制站
資料鏈綜合
- EAB：（2006/1/11加入）

後機身
尾翼部份
綜合性工作
- RUAG：（2005年中加入）

機翼技術測試
武器艙

## 資金來源
合約中總資金需求是€4億05百萬歐元，參與廠商有三年的研發設計和匿蹤技術研究時間。下一階段就是開發和生產，並於2011前首飛。之後是兩年飛行測試 (2010-2012)包含100個項目，例如2012前要能發射雷射導引炸彈。最初的€4億歐元預算之所以會在2006增加€5百萬預算是為了建造炸彈艙模型和試驗用炸彈。
2006年二月，DGA公佈法國出資€2億0250萬歐元，相當於一半的金額，其餘國家出剩下一半。2005年十二月，瑞典國防部公佈出資€7500萬歐元，其中€6600萬由Saab公司自付。西班牙則出€3550萬，於2007-2012間付款。
本計畫產生的UCAV無人機達梭估計每架成本約€2500萬歐元。

## 規格
数据来源： 
基本诸元
- 乘员： 無人
- 长度： 9.5公尺（31英呎2英吋）
- 翼展： 12.5公尺（41英呎0英吋）
- 空重： 4900公斤（10803磅）
- 总重： 7000公斤（15432磅）
- 发动机： 1 × 勞斯萊斯Turboméca Adou（英语：Rolls-Royce Turbomeca Adour） / M88（英语：Snecma M88） 渦輪扇發動機，40 kN （8992 lbf） thrust each

性能
- 最大速度： 980 km/h (608 mph)公里/時（英里/時）
- 实用升限： 14,000公尺（45900英呎）

武器
- 2 x 500lbs 制導炸彈

## 外部連結
- Dassault nEUROn page （页面存档备份，存于）
- Defense-Aeropace.com (Feb 10/06) - Contract Launches Euro UCAV Demonstrator （页面存档备份，存于）. Collects various facts about the program.
- AFCEA Signal Magazine (September 2005) - nEUROn Gains Altitude （页面存档备份，存于）. Excellent article.
- nEUROn programme (Paris Air Show 2005) - Europe’s UCAV Demonstrator Neuron Will Be a Stealth Platform （页面存档备份，存于） (European Security, June 10, 2005)
- nEUROn project (Paris Air Show 2004) - nEUROn : Europe’s UCAV Demonstrator （页面存档备份，存于） (European Security, June 10, 2004)

### 多媒體連結
- video: nEUROn (AVE Grand Duc version) promotional featurette, June 11, 2005[永久] (Dassault Aviation)
- video: nEUROn, AVE-C & AVE-D design and flight, Dassault Activities (Dassault Aviation)
- gallery: nEUROn (single-engine version) official gallery by Dassault (Scale model replica photographies & CG concept artworks)
- scale model: nEUROn's official 1:48 scale model by Dassault （页面存档备份，存于）

### 網站連結
- Unveilling the nEUROn Europe’s UCAV demonstrator by Dassault (June 11, 2005)
- The European technology demonstrator nEUROn, February 9, 2006, French Defence Ministry
- Saab (Feb 9/06) - Important player in nEUROn
- Spanish Government (Dec 30/05) - Agreement with France for a Demonstrator of an Unmanned Combat Aircraft （页面存档备份，存于）
- Press release: nEUROn, First intermediate synthesis review (12th of Sept., 2006)
- Thales joins Neuron UCAV programme （页面存档备份，存于） (European Security)
- Drones in France. （页面存档备份，存于） An official report by the French Ministry of Defence about the national history of drones.
- DARPA - J-UCAS Program. Includes the Boeing X-45C and the Northrop-Grumman X-47B.
- See all Defense Industry Daily coverage of the J-UCAS program （页面存档备份，存于） and its platforms.
- Airforce Technology - X-45 J-UCAV Joint Unmanned Combat Air System, USA （页面存档备份，存于）
- Airforce Technology - X-47 Pegasus Naval Unmanned Combat Air Vehicle (UCAV-N), USA （页面存档备份，存于）
- Northrop Grumman Analysis Center, 3rd Joint-Industry Forum (Feb 16/05) - Joint Unmanned Combat Air System and US Military Transformation (7.2 MB, PDF Format). Excellent presentation that explains the interest in UCAVs and the effect of removing the pilot on the ability to provide persistent coverage of an area.
- Defense Industry Daily (Jan 24/06) - British CORAX UAV Joins UCAV Trend （页面存档备份，存于）.
- Dassault Aviation - Logiduc program （页面存档备份，存于）. The precursor to the nEUROn. The Petit Duc ("European Scops Owl"), codenamed AVE-D, was the first stealth unmanned aircraft to fly in Europe on July 18th 2000. It was followed by the AVE-C Moyen Duc ("Long-eared Owl") in 2001. The third and final version Grand Duc ("Eurasian Eagle Owl") would become the multinational nEUROn.
- Saab - SHARC Program （页面存档备份，存于）. A precursor to its work on nEUROn in many ways, and one of the main reasons Saab has a leading role alongside Dassault.